# Gobierno Nacional (Reino Unido)
En el Reino Unido, un Gobierno Nacional es una coalición de algunos o todos los principales partidos políticos. En un sentido histórico, se refiere principalmente a los gobiernos de Ramsay MacDonald, Stanley Baldwin y Neville Chamberlain, que ocuparon cargos desde 1931 hasta 1940. 
Las coaliciones de todos los partidos de H. H. Asquith y David Lloyd George en la Primera Guerra Mundial y de Winston Churchill en la Segunda Guerra Mundial a veces se denominaban Gobiernos Nacionales en ese momento, pero ahora se denominan más comúnmente Gobiernos de Coalición. El término "Gobierno Nacional" fue elegido para disociarse de las connotaciones negativas de las Coaliciones anteriores. El breve Gobierno provisional de Churchill de 1945 también se autodenominó Gobierno nacional y, en términos de composición de partidos, fue muy similar a los de 1931-1940.

## Crisis de 1931

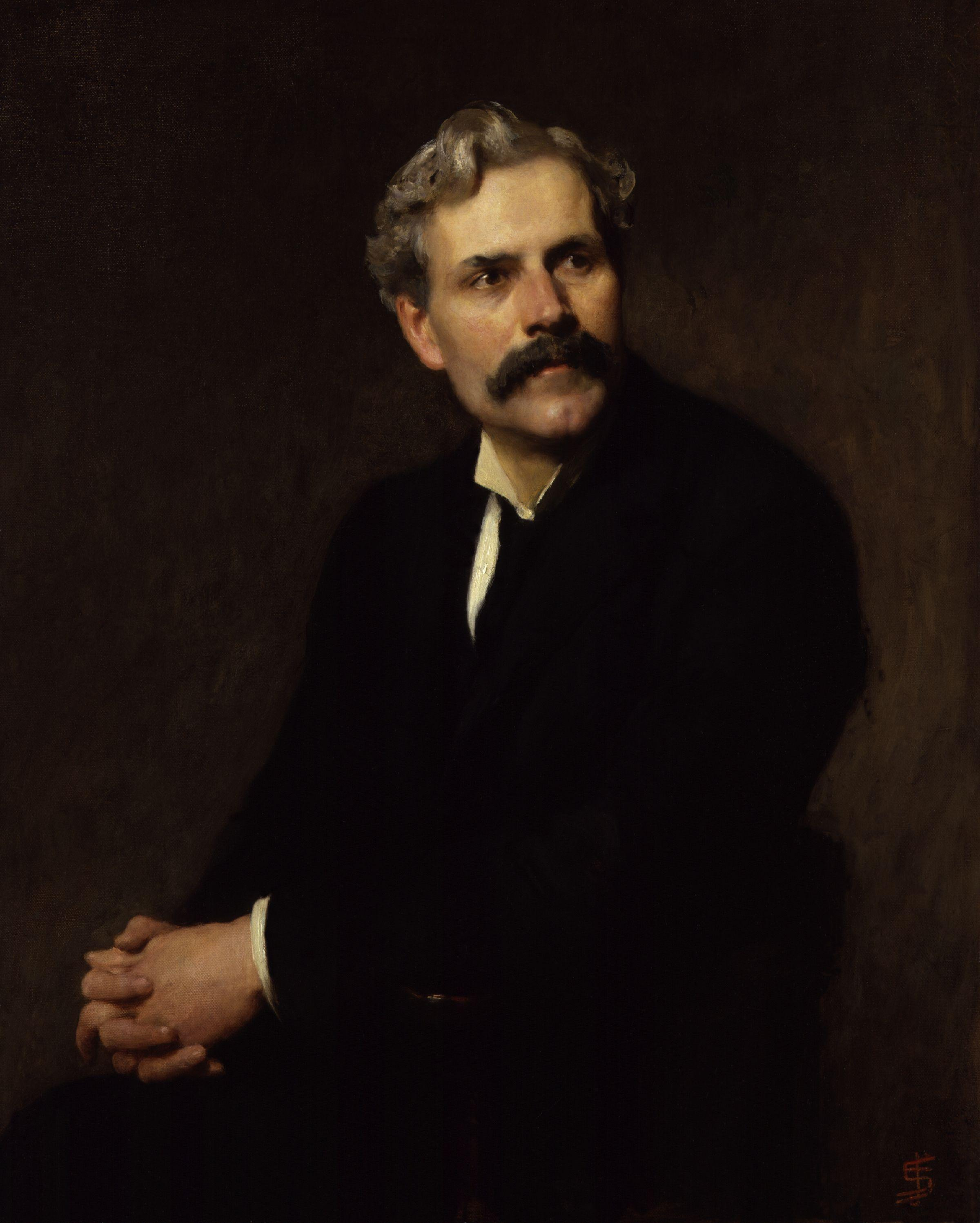
Ramsay MacDonald fue primer ministro durante los primeros cuatro años de gobierno nacional.

El accidente de Wall Street anunció la Gran Depresión mundial y Gran Bretaña fue golpeada, aunque no tan mal como la mayoría de los países. El gobierno estaba tratando de lograr varios objetivos diferentes y contradictorios: tratar de mantener la posición económica de Gran Bretaña manteniendo la libra en el patrón oro, equilibrando el presupuesto y brindando asistencia y alivio para combatir el desempleo. El patrón oro significaba que los precios británicos eran más altos que sus competidores, por lo que a las industrias de exportación más importantes les fue mal. 
En 1931, la situación se deterioró y hubo mucho temor de que el presupuesto estuviera desequilibrado, lo que fue confirmado por el Informe independiente de mayo que desencadenó una crisis de confianza y una carrera hacia la libra. El gobierno laborista acordó en principio realizar cambios en los impuestos y recortar gastos para equilibrar el presupuesto y restaurar la confianza. Sin embargo, el Gabinete no pudo ponerse de acuerdo sobre las dos opciones disponibles: introducir aranceles (impuestos a las importaciones) o hacer recortes del 20% en prestación por desempleo. Al final, MacDonald y Snowden redactaron una propuesta que reduciría los beneficios en un 10%. Sin embargo, incluso esto fue rechazado por los sindicatos. Cuando se realizó una votación final, el gabinete se dividió 11-9 con una minoría, incluidos muchos pesos pesados políticos como Arthur Henderson y George Lansbury, amenazando con renunciar en lugar de estar de acuerdo. La división inviable, el 24 de agosto de 1931, hizo que el gobierno renunciara.
La crisis financiera empeoró y fue necesaria una acción decisiva del gobierno, ya que los líderes de los partidos conservador y liberal se reunieron con el rey Jorge V y MacDonald, al principio para discutir el apoyo a las medidas a tomar, pero luego para discutir la forma del próximo gobierno. MacDonald originalmente había deseado presentar su renuncia, pero el Rey le dijo que lo reconsiderara porque la mayoría de los parlamentarios de la oposición y el país en general apoyaban los recortes propuestos por el Informe de mayo, incluso si el Partido Laborista y los sindicatos dirigido por Ernest Bevin no lo hizo. MacDonald cambió de opinión debidamente durante la noche y se reunió con los parlamentarios conservadores y liberales a la mañana siguiente. El 24 de agosto, MacDonald estuvo de acuerdo y formó un gobierno nacional compuesto por hombres de todas las partes con el objetivo específico de equilibrar el presupuesto y restablecer la confianza. El nuevo gabinete tenía cuatro laboristas (ahora llamado "Partido Laborista Nacional") que estaban con MacDonald, más cuatro conservadores (liderados por Baldwin y Chamberlain) y dos liberales. Los sindicatos se opusieron fuertemente y el Partido Laborista repudió oficialmente al nuevo gobierno nacional. Expulsó a MacDonald e hizo de Henderson el líder del principal partido laborista. Henderson lo condujo a las elecciones generales del 27 de octubre contra la coalición nacional tripartita. Fue un desastre para los laboristas, que se redujo a una pequeña minoría de 52 años. MacDonald ganó el mayor derrumbe en la historia política británica.

## Primeros días
El gobierno fue inicialmente aplaudido por la mayoría, pero el Partido Laborista se quedó en un estado de confusión con la pérdida de varias de sus figuras más prominentes, y MacDonald, Philip Snowden y James Henry Thomas hicieron poco para explicarse, con el resultado de que el Partido Laborista pronto se volvió completamente contra el gobierno. Esto se debió en parte a la decisión de los sindicatos de oponerse a todas las formas de recortes propuestos por MacDonald y Snowden en respuesta al Informe de mayo, que concluyó que el gobierno del Reino Unido tenía que frenar los gastos del gobierno para reducir el déficit presupuestario en medio de las consecuencias del Gran depresión que comenzó en 1929. El Informe de mayo en particular recomendó a MacDonald que su gobierno laborista redujera el beneficio por desempleo en un 20%. Los sindicatos que representaban una gran proporción de la base del partido laborista se negaron a apoyar cualquier recorte de beneficios o salarios, excepto "los salarios de los ministros". Los esfuerzos para reducir los gastos públicos produjeron más problemas, incluido un motín en la Royal Navy por los recortes salariales (el motín de Invergordon), con el resultado de que la libra esterlina se vio sometida a una presión renovada, y el gobierno se vio obligado a dar el paso radical de tomar la libra del patrón oro por completo.
hLuego se inició un debate sobre nuevos pasos para abordar los problemas económicos. Al mismo tiempo, el Partido Laborista expulsó oficialmente a todos sus miembros que apoyaban al Gobierno Nacional, incluido MacDonald. Cada vez más, la mayoría del gabinete llegó a creer que era necesario un arancel de protección para apoyar a la industria británica y proporcionar ingresos y que se debían realizar elecciones generales para asegurar un mandato, pero esto era un anatema para el Partido Liberal. El líder interino y secretario del Interior de los liberales, Sir Herbert Samuel, luchó en el gabinete contra una elección, pero descubrió que el partido liberal se dividía en varias direcciones en el transcurso de la acción. Un grupo, bajo Sir John Simon surgió como los Nacionales Liberales, estaba preparado para aceptar el arancel y expresó su voluntad de tomar el lugar de los principales liberales en el gobierno. El líder oficial del partido, David Lloyd George, estaba incapacitado en este momento, pero pidió a los liberales que abandonaran por completo al gobierno y se pusieran de pie de forma independiente en defensa del libre comercio, pero su llamada fue atendida solo por otros cuatro parlamentarios, todos los cuales eran sus parientes cercanos. 
Finalmente se acordó que el gobierno en su conjunto buscaría un "Mandato del Doctor" para tomar una mano libre y que cada parte emitiría su propio manifiesto. Los partidarios de MacDonald formaron la Organización Nacional del Trabajo y las partes acordaron permitir que sus organizaciones locales acuerden si se oponen o no. El gobierno se opuso al Partido Laborista, Lloyd George y sus liberales y al Nuevo Partido de Sir Oswald Mosley . Dentro de los partidos hubo un conflicto particular entre los conservadores y los liberales. La campaña para las elecciones generales de 1931 dirigidas por el Gobierno Nacional se basó principalmente en el temor a una repetición de los acontecimientos, que habían ocurrido en Alemania durante el comienzo de la Gran Depresión, en Gran Bretaña, y MacDonald hizo un famoso gesto con los alemanes marcos alemanes sin valor para enfatizar el punto. El resultado de las elecciones generales de 1931 fue el mayor derrumbe de la historia, el Gobierno Nacional ganó un total de 556 escaños y una mayoría parlamentaria de 500.

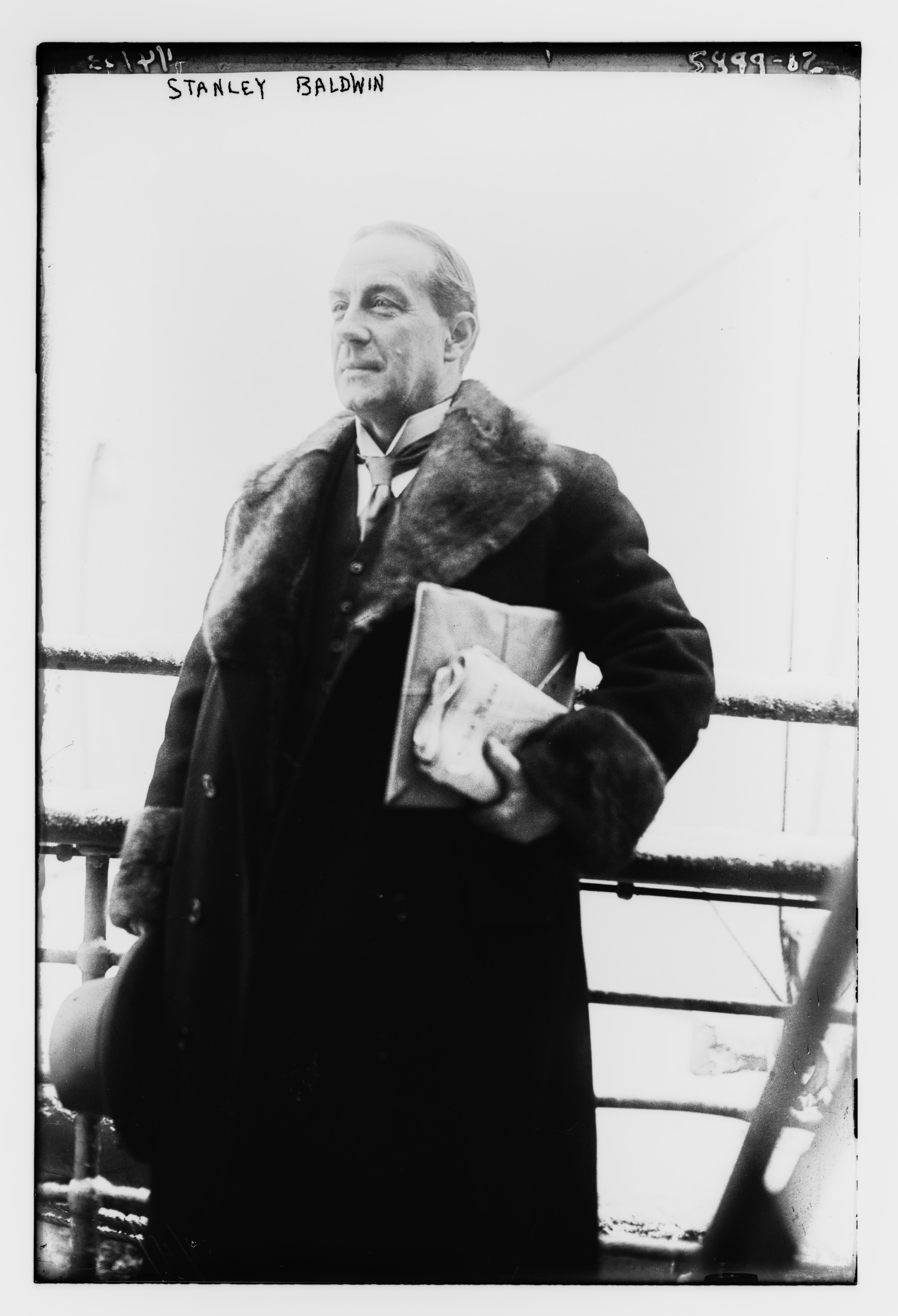
Stanley Baldwin fue una figura dominante desde el comienzo del Gobierno Nacional. Se convirtió en primer ministro cuando MacDonald se retiró.

Como pocos parlamentarios laboristas se negaron a abandonar los deseos de los sindicalistas dirigidos por Ernest Bevin, el apoyo al reelegido gobierno nacional fue muy conservador. 

## 1931-1935
Aunque los conservadores tenían una mayoría absoluta en el gabinete de 11, en comparación con 9 no conservadores, el primero tenía comparativamente pocos de los trabajos más importantes. Los dos grupos de liberales estaban igualmente desequilibrados en términos de puestos, los liberales oficiales tenían un asiento más que los liberales nacionales, a pesar de la posición parlamentaria invertida. Ese equilibrio causó tensiones, particularmente porque el ala Diehard del partido conservador se sentía sin representación.
El gobierno entró en disputas prolongadas sobre la introducción o no de aranceles. Tanto a los liberales como a Snowden les resultó particularmente difícil de aceptar, pero pertenecían a una gran minoría. Sin embargo, tanto MacDonald como Baldwin deseaban mantener la naturaleza multipartidista del Gobierno. Por sugerencia de Douglas Hogg, se acordó suspender el principio de responsabilidad colectiva del gabinete para permitir que los liberales se opongan a la introducción de aranceles mientras permanecen en el gobierno. Esto se mantuvo durante algunos meses.
En 1932, Sir Donald MacLean murió. MacDonald se vio presionado para no nombrar simplemente a otro liberal, particularmente porque se sentía que estarían sobrerrepresentados, y así nombró al conservador Lord Irwin (más tarde Lord Halifax). Surgieron nuevas tensiones sobre el Acuerdo de Ottawa, que estableció una serie de acuerdos arancelarios dentro del Imperio Británico, y los liberales y Snowden restantes renunciaron a sus cargos ministeriales, aunque continuaron apoyando al gobierno desde los bancos traseros por un año más. MacDonald consideró renunciar también para permitir que un gobierno del partido asuma el cargo, pero fue persuadido de permanecer aunque su salud ahora estaba en declive. En política doméstica, permitió cada vez más que Baldwin liderara, pero en asuntos exteriores, MacDonald y Simon determinaron la dirección principal. 
La política más destacada del gobierno nacional a principios de la década de 1930 fue la propuesta de introducir el gobierno local indio, una medida ferozmente opuesta por el ala Diehard del partido conservador, con Winston Churchill como uno de los oponentes más abiertos. El proyecto de ley se opuso ferozmente, pero finalmente se aprobó en 1947 en circunstancias muy diferentes. 

## Baldwin se hace cargo
Con el fracaso de la salud de MacDonald, se retiró como primer ministro en junio de 1935, para ser sucedido por Baldwin.
Cada vez más, los asuntos exteriores estaban llegando a dominar el discurso político y en noviembre Baldwin llevó al gobierno a la victoria en las elecciones generales de 1935 en una plataforma de apoyo a la Liga de Naciones y las sanciones contra Italia por invadir Abisinia. Al mes siguiente se produjo una tormenta masiva cuando se supo que el nuevo Secretario de Relaciones Exteriores, Sir Samuel Hoare, había negociado el Pacto Hoare-Laval, que proponía ceder la mayor parte de Abisinia a Italia. Muchos se indignaron, incluidos muchos miembros del parlamento del gobierno, y el acuerdo se abandonó y Hoare fue despedido, aunque más tarde regresó al gobierno. El gobierno patrocinó una serie de conferencias para permitir una mayor autonomía en la India y otras colonias.
Los últimos años de Baldwin en el cargo fueron vistos como un período de deriva, pero a fines de 1936 logró un notable triunfo al resolver la crisis de abdicación de Eduardo VIII sin mayores repercusiones. Baldwin aprovechó la oportunidad de la coronación de Jorge VI como un momento oportuno para retirarse.

## Gobierno en tiempo de paz de Neville Chamberlain

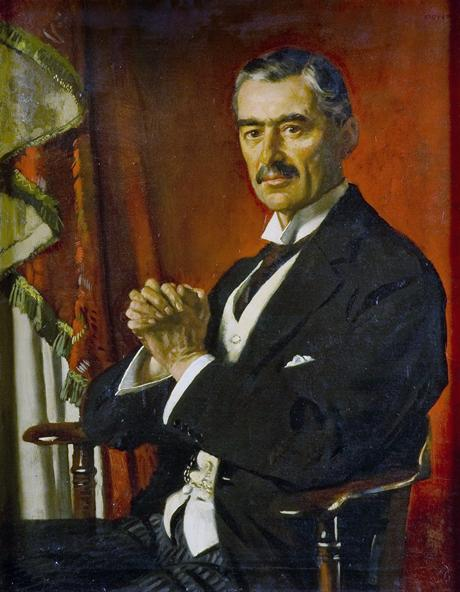
Neville Chamberlain había sucedido a Baldwin como primer ministro en 1937.

Neville Chamberlain fue visto por muchos como el único posible sucesor de Baldwin, y su nombramiento como primer ministro fue ampliamente reconocido por traer un nuevo dinamismo al gobierno. Con una sólida trayectoria como Ministro de Salud radical y Canciller competente del Ministerio de Hacienda, muchos esperaban que Chamberlain proporcionara un fuerte liderazgo en los asuntos internos y aquí el gobierno tuvo varios éxitos, como sobre la nacionalización de las regalías mineras de carbón, la reducción de exceso de horas de trabajo por la Ley de Fábrica y mucha limpieza de barrios marginales. Otro éxito fue la Ley de vacaciones pagadas de 1938, que otorgó una vacación paga de quince días al año a los trabajadores, a partir de 1939. La edad de abandonar la escuela también aumentaría a partir del otoño de 1939, pero se aplazó a medida que se avecinaba la guerra. Las reformas adicionales fueron restringidas por la creciente tensión internacional que llegó a ocupar la mayor parte de su tiempo.
En asuntos exteriores, el gobierno buscó aumentar los armamentos de Gran Bretaña, manteniendo la unidad del Imperio y los Dominios y evitando que cualquier poder se vuelva dominante en el continente europeo. Esto resultó cada vez más difícil de conciliar, ya que muchos Dominios se mostraron reacios a apoyar a Gran Bretaña en caso de que ella fuera a la guerra, por lo que la acción militar se arriesgó a dividir el Imperio. Chamberlain tomó un fuerte liderazgo personal en asuntos exteriores y trató de lograr una revisión pacífica de las fronteras europeas en áreas donde muchos comentaristas habían reconocido durante mucho tiempo sus quejas. En esto, recibió mucho apoyo popular en ese momento, pero la política ha sido muy atacada desde entonces. El punto más destacado en la política de apaciguamiento llegó en septiembre de 1938, cuando se negoció el Acuerdo de Munich. Tras el acuerdo, el gobierno aceleró el proceso de reensamblaje con la esperanza de estar listo para la guerra cuando llegara. Al mismo tiempo, tomó una línea más dura en los asuntos exteriores, incluida una garantía para defender a Polonia contra Alemania.

## Estallido de guerra
Cuando Alemania invadió Polonia en septiembre de 1939, Gran Bretaña declaró la guerra junto con Francia, con el apoyo de todos los Dominios, excepto Irlanda. Durante algún tiempo hubo llamadas para expandir el ministerio de guerra de Chamberlain mediante la incorporación de miembros de los partidos oficiales laboristas y liberales, pero estos últimos se negaron a unirse. Durante los primeros meses de guerra, Gran Bretaña vio relativamente poca acción aparte del mar, pero el fracaso de la Campaña de Noruega provocó una protesta masiva en el Parlamento. 

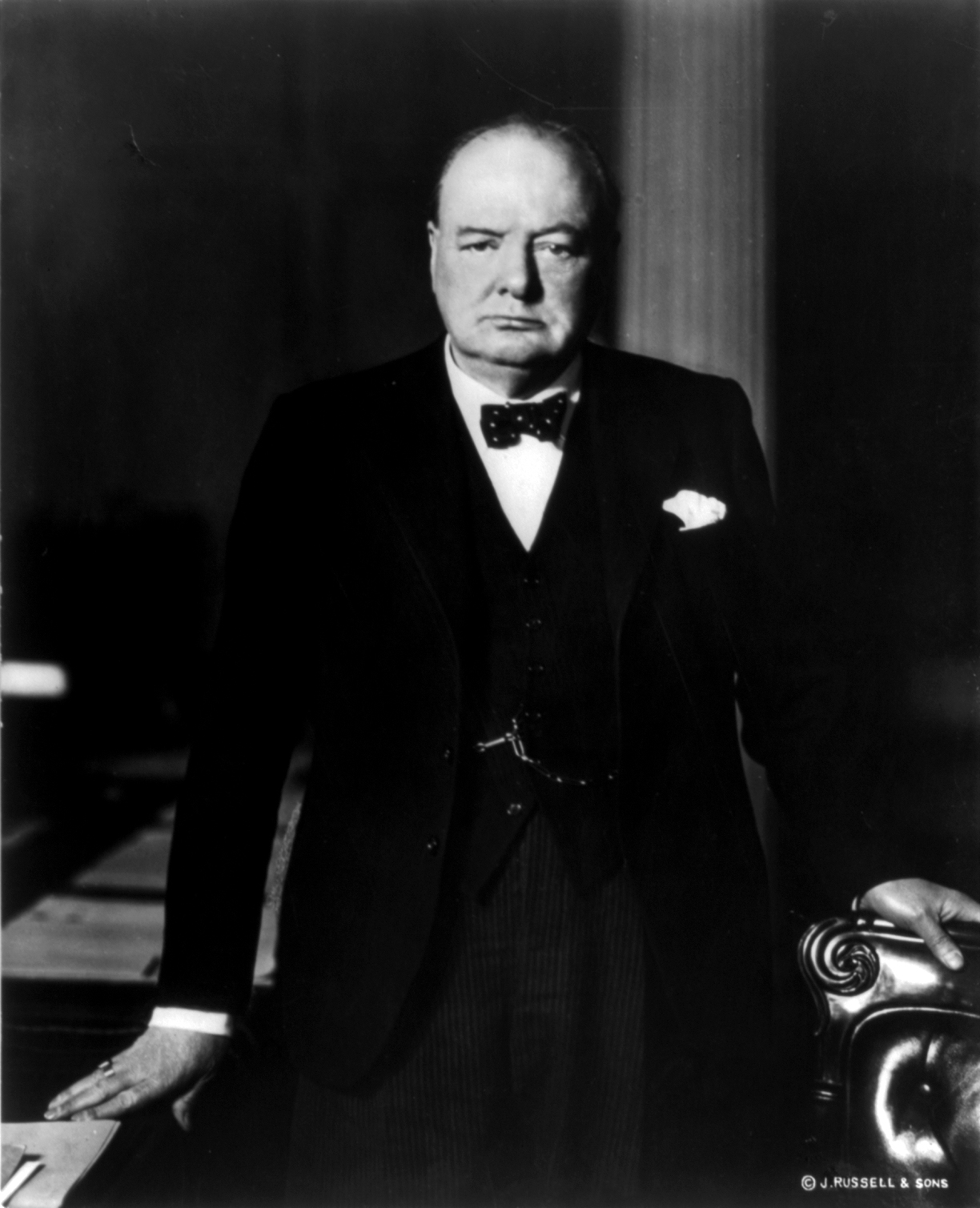
Winston Churchill sucedió a Chamberlain en 1940. Se desempeñó como primer ministro durante la mayor parte de la Segunda Guerra Mundial.

Los días 7 y 8 de mayo de 1940, tuvo lugar un debate de dos días en el Parlamento, conocido en la historia como el Debate de Noruega. Inicialmente, una discusión sobre lo que había salido mal en ese campo, pronto se convirtió en un debate general sobre la conducción de la guerra con fuertes críticas expresadas por todos los lados de la Cámara. El gobierno ganó el debate, aunque con una mayoría reducida, pero en los próximos dos días se hizo cada vez más claro que los laboristas y los liberales tendrían que ser llevados al gobierno y que Chamberlain no pudo lograrlo. El 10 de mayo de 1940, Alemania invadió los Países Bajos y Chamberlain finalmente se inclinó ante la presión y renunció, poniendo fin a la vida del Gobierno Nacional. Fue sucedido por una coalición de todos los partidos encabezada por Winston Churchill.

## Gobierno provisional de 1945
En mayo de 1945, después de la derrota de Alemania, el gobierno de coalición se disolvió y Churchill formó una nueva administración, que incluía a conservadores, liberales y varios individuos que no habían sido partidos y que habían sido nombrados previamente para puestos ministeriales. Sin embargo, significativamente, con la excepción del conde de Rosebery, no había otros ciudadanos liberales en el gabinete, excluyendo incluso al Lord Canciller Lord Simon. Sin embargo, este gobierno usó el título de Gobierno Nacional y podría ser visto como el heredero de los gobiernos de la década de 1930, a pesar de que el personal era muy diferente. El gobierno luchó en las elecciones generales de 1945 como gobierno nacional, pero perdió. 
Después de la derrota, elementos de la vieja idea de 'coalición de todos los partidos' del Gobierno Nacional continuaron con Sir John Anderson (elegido como diputado nacional) y Gwilym Lloyd-George, un exdiputado liberal que ahora se desempeñaba como liberal independiente, ocupando cargos importantes en El equipo del gabinete en la sombra de Churchill. Además, los Nacionales Liberales (Liberales Nacionales de 1947-1948 en adelante) también mantuvieron una existencia semi-separada y finalmente no desaparecieron hasta 1968, el último legado político de lo que sucedió en la crisis de agosto de 1931.